# 三笠神社
三笠神社（みかさじんじゃ）は、福岡県大牟田市の神社。神紋は祇園守。
下手渡に移封になった立花種周により天保6年（1835年）に建てられた。立花種恭のときに三池郡に帰封した際に神社も遷宮、明治維新後の明治9年（1876年）には県社に昇格したものの、明治16年（1883年）に社殿が焼失し、明治29年（1896年）に再移転した。